# Margarida Rey
Maria Margarida Rey Lopes (Santos, 17 de janeiro de 1922 - Rio de Janeiro, 19 de novembro de 1983) foi uma atriz brasileira. Destacou-se principalmente no teatro, atingindo grandes desempenhos em papéis dramáticos e trágicos.

## Biografia
Estreou em A Rainha Morta, de Henry de Montherland, uma direção de Ziembinski para Os Comediantes, em 1946. No mesmo ano, esteve num grande sucesso: Desejo, de Eugene O'Neill. Volta em Terras do Sem Fim, adaptação de Graça Mello para o romance de Jorge Amado, em 1947.
Junto a Os Artistas Unidos, a atriz participou de dois grandes espetáculos: Medeia, de Eurípides, e Uma Rua Chamada Pecado, de Tennessee Williams, ambos dirigidos por Ziembinski, com Henriette Morineau à frente do elenco, em 1948.
Em São Paulo, surgiu ao lado de Madalena Nicol, em O Homem, a Besta e a Virtude, de Luigi Pirandello, em 1951. Contracenando com Nicette Bruno em De Amor Também Se Morre, em 1952, e, com a Companhia de Delmiro Gonçalves, esteve em duas realizações cheias de ressonâncias: "A Falecida Mrs. Black", de Dinner e Morunr, e A Ilha das Cabras, de Ugo Betti, encenações de Rubens Petrilli de Aragão, que lhe deram dois prêmios Saci consecutivos.
Em 1954, Margarida Rey foi contratada pelo Teatro Brasileiro de Comédia (TBC) onde fez Negócios de Estado e Cândida, em 1954, e Santa Marta Fabril S. A., em 1955.
Saiu do TBC para retornar ao Rio de Janeiro, na Companhia Tônia-Celi-Autran (CTCA), atuando com destaque nas principais montagens da empresa, como Otelo, de William Shakespeare; A Viúva Astuciosa, de Carlo Goldoni; Entre Quatro Paredes (Huis Clos), de Jean-Paul Sartre, todas em 1956, com novas premiações; Natal na Praça, de Henri Ghéon, em 1960; e ainda Calúnia, de Lillian Hellmann; Seis Personagens à Procura de um Autor, de Luigi Pirandello; Esses Maridos e O Castelo da Suécia, de Françoise Sagan; Arsênico e Alfazema, de Joseph Kesselring, em 1961.
Em São Paulo, na Companhia Nicette Bruno, interpretou Oito Mulheres, de Robert Thomas, com direção de Luís de Lima, em 1963. Voltou ao gênero trágico, em 1965, na montagem de Electra, de Sófocles, ao lado de Glauce Rocha, com o diretor Antônio Abujamra à frente do Grupo Decisão.
Em 1966, Margarida Rey esteve em Os Físicos, de Dürrenmatt, novamente com Ziembinski e, no ano seguinte, na montagem de Édipo Rei, direção de Flávio Rangel para a companhia de Paulo Autran. Em 1968, participou de O Burguês Fidalgo, de Molière, direção de Ademar Guerra para o mesmo conjunto.
Em 1974, ressurgiu ao lado de Miriam Mehler em Bonitinha, mas Ordinária, de Nelson Rodrigues, uma encenação de Antunes Filho.
Sua interpretação em A Ilha das Cabras motivou o crítico Décio de Almeida Prado a comentar: Margarida Rey tem no drama de Ugo Betti o maior desempenho de sua carreira. Embora contracenando com três bons atores, esmaga-os com sua sobriedade, a sua força autêntica e profunda, a sua impecável dignidade, a sua noção de medida que é calor e não frieza. Margarida sempre foi uma excelente atriz mas ascende agora ao rol, muitíssimo restrito, das grandes atrizes. A sua preocupação, durante muito tempo, será a de manter e não de ultrapassar o nível deste seu desempenho.
Também atuou na televisão e no cinema.
No cinema, estreou em Alegria de Viver (1958). Em 1962, protagonizou o filme Porto das Caixas (1962).[carece de fontes?] Depois, interpretou a rainha Maria I de Portugal no filme Os Inconfidentes (1972).
Na televisão, Margarida Rey esteve nas novelas Nenhum Homem É Deus (1969); Super Plá (1969); Bandeira 2 (1971); O Bofe (1972); O Bem-Amado (1973), onde interpretou a irmã do personagem Zeca Diabo; Anjo Mau (1976) e Sem Lenço, Sem Documento (1977).
Margarida Rey faleceu no Rio de Janeiro, aos 61 anos de idade, de edema pulmonar.

## Filmografia

### Televisão
| Ano  | Título                   | Personagem         | Notas                               |
| ---- | ------------------------ | ------------------ | ----------------------------------- |
| 1952 | Grande Teatro Tupi       | —                  | Episódio: "De Amor Também Se Morre" |
| 1952 | Grande Teatro Tupi       | —                  | Episódio: "Fugir, Casar ou Morrer"  |
| 1952 | Grande Teatro Tupi       | —                  | Episódio: "A Valsa"                 |
| 1952 | Grande Teatro Tupi       | —                  | Episódio: "Festim Diabólico"        |
| 1953 | Grande Teatro Tupi       | —                  | Episódio: "A Falecida Mrs.Black"    |
| 1969 | Super Plá                | Guilhermina        |                                     |
| 1969 | Nenhum Homem É Deus      | —                  | [ 2 ]                               |
| 1971 | Bandeira 2               | Anunciata          |                                     |
| 1972 | O Bofe                   | Dona Sara          |                                     |
| 1973 | O Bem Amado              | Irmã de Zeca Diabo |                                     |
| 1974 | Supermanoela             | Dona Lígia         |                                     |
| 1976 | Anjo Mau                 | —                  |                                     |
| 1977 | Sem Lenço, Sem Documento | Margot             |                                     |

### Cinema
| Ano  | Título           | Personagem                 |
| ---- | ---------------- | -------------------------- |
| 1958 | Alegria de Viver | Jojo                       |
| 1962 | Porto das Caixas | Mulher                     |
| 1972 | Os Inconfidentes | Rainha Maria I de Portugal |

## Prêmios e indicações
| Ano  | Premiação                   | Nomeação                 | Obra              | Resultado | Ref.  |
| ---- | --------------------------- | ------------------------ | ----------------- | --------- | ----- |
| 1953 | Prêmio Saci                 | Melhor Atriz Coadjuvante | A Ilha das Cabras | Venceu    | [ 3 ] |
| 1956 | Prêmio Governador do Estado | Melhor Atriz Coadjuvante | Eurídice          | Venceu    | [ 3 ] |
| 1956 | Prêmio Saci                 | Melhor Atriz Coadjuvante | Eurídice          | Venceu    | [ 3 ] |